# Matthieu Mazué
Matthieu Mazué (* 1995 in Dijon) ist ein französischer Jazzmusiker (Piano).

## Leben und Wirken
Mazué begann am Konservatorium in Dijon mit Unterricht in Jazzpiano. Mit 18 Jahren zog er nach Straßburg, um gleichzeitig Ingenieurwesen und Musik zu studieren. 2018 setzte er seine Studien an der Hochschule der Künste Bern fort; 2019 war er für einen Aufenthalt an der School for Improv in New York City.
Inspiriert von Vorbildern wie Craig Taborn, Thelonious Monk oder Vijay Iyer trat Mazué seit 2015 auf Festivals  wie Jazzdor oder dem Internationalen Jazzfestival Bern und auf Bühnen wie dem Sunset in Paris oder dem Kölner Loft auf. Er arbeitete mit Musikern wie Diego Manuschevich und Catalina Gutiérrez; seit 2020 leitet er sein Trio mit dem Bassisten Xaver Rüegg und dem Schlagzeuger Michael Cina.
2018 veröffentlichte Mazué eine Solo-CD; 2021 folgte bei Unit Records sein Trioalbum Cortex, das gute Kritiken erhielt. Mit Rüegg und Cina entstand das Trioalbum We Stay Still (2022), gefolgt von Monoliths and Screens for Quartet (2025), erweitert durch Michaël Attias.

## Preise und Auszeichnungen
Mazué ist Preisträger des Jazz-Wettbewerbs des Festivals Au Grès du Jazz (2018) und des Jazz-Wettbewerbs des Festivals von Vannes (2018). 2021 gewann er mit seinem Trio den internationalen Wettbewerb JazzBeet in Bonn  und den ZKB Jazzpreis.